# Bretislau III da Boémia
Bretislau III da Boémia foi um duque Boémia, governou entre 1193 e 1197. O seu governo foi antecedido pelo de Otacar I da Boémia e foi sucedido pelo governo de Ladislau III da Boémia.